# Vorweg
Vorweg är en udde i Antarktis. Den ligger i Västantarktis. Argentina, Chile och Storbritannien gör anspråk på området.
Terrängen inåt land är kuperad åt sydväst, men österut är den platt. Havet är nära Vorweg åt nordost. Trakten är obefolkad. Det finns inga samhällen i närheten. 